# 신면
신면(申㴐, 또는 申沔, 1438년 ~ 1467년 5월 22일)는 조선전기의 문신, 군인으로 신숙주의 차남이며 좌의정 신용개의 아버지이다. 본관은 고령(高靈)이다. 우부승지, 지공조사 등을 역임했고 승정원도승지로 세조를 보필하였다.
1467년 함길도 관찰사로 재임하던 시기에 이시애의 난이 발생하여, 조정에서는 그를 동지중추부사로 삼고 어세공(魚世恭)을 함길도관찰사로 삼아 교체하려 하였으나 어세공이 도착하기도 전에 이시애(李施愛)의 군사가 함길도청 청사를 포위했다. 그는 상황이 위급함을 알고 이를 진압하기 위해 나섰다가 패하고 죽임을 당했다. 증 숭록대부 좌찬성 겸 이조판서에 추증되었다가 후일 아들 신용개의 영귀로 증 대광보국숭록대부 의정부영의정에 가증되었다.

## 생애

### 생애 초반
1438년 당시 집현전 학사인 신숙주(申叔舟)와 무송군부인 윤씨의 아들로 한성부에서 태어났다. 본관은 고령이고, 공조참의 신포시(申包翅)의 증손으로, 할아버지는 공조우참판 신장(申檣)이고, 아버지는 신숙주는 후일 세조 반정에 공훈을 세우고 영의정을 지냈으며, 어머니 무송군부인 무송윤씨는 세종때의 재상 윤회의 손녀이자 윤경연(尹景淵)의 딸이다. 그의 이복 여동생이자 서녀인 숙원 신씨는 세조의 후궁이 되었다.
정호의 딸과 결혼하였으며 아들 신용개는 후일 우의정과 좌의정을 역임하였다.

### 관료 생활
음보로 관직에 올라  행 부승(行副丞)으로 재직 중 1455년(세조 1년) 좌익원종공신(左翼原從功臣) 3등에 책록되었다. 그해 12월 녹사가 되었다. 그 뒤 1458년 도염서령(都染署令), 종부시소윤(宗簿寺少尹) 등을 거쳐 세조의 명을 받고 함길도 도체찰사로 나간 아버지 신숙주를 위문하고 돌아오기도 했다. 1461년(세조 7) 3월 사헌부 장령이 되고, 1463년 승정원우부승지‧지공조사(知工曹事), 이듬해 다시 우부승지가 되었다. 1464년 12월 승정원우승지를 거쳐 1465년 무거 참시관(武擧參試官)으로 무과를 주관하였다.
1465년 5월 승정원도승지(都承旨)가 되어 세조를 보필하였고 1466년 다시 도승지가 되었다. 같은해 3월 아버지인 신숙주, 정창손(鄭昌孫) 등과 함께 독권관(讀券官)이 되어 문과의 초시, 중시를 관장하였다. 그해 양정이 세조의 퇴위를 권고하자 의금부 판사(義禁府判事) 윤자운(尹子雲)과 함께 양정을 탄핵, 처형하게 했다.

### 이시애의 난과 전사
1467년 4월 함길도관찰사가 되었다. 함길도관찰사 재임 중 때마침 그해 5월 17일 이시애(李施愛)가 반정 공신들을 척결하겠다며 거병, 조정에서는 그를 동지중추부사로 삼고 장군인 어세공(魚世恭)을 함길도관찰사로 삼아 교체하려 하였다.
1467년 5월초 이시애(李施愛)의 난이 일어나 이를 보고하였다. 이때 조정에서는 그를 동지중추부사로 삼고 어세공(魚世恭)을 함길도관찰사로 교체하여 토벌하려 하였으나, 5월 중순, 어세공이 도착하기도 전에 반군(叛軍)에게 포위당하였다. 그때 성루에 올라가 싸우다가 피살되었다.
당시 그의 아버지 신숙주 등은 이시애와 내통했다는 의심을 받고 있었다. 이시애는 밀지를 받았다며 함길도청에 들어온 뒤 도청을 점령하였다. 5월 22일 신면은 화를 면하지 못할 것을 알고 스스로 죽음을 각오하고 소수의 병력들을 데리고 활과 화살을 가지고 성에 올라가 활을 쏘아 네 사람을 죽이고, 화살이 다 떨어지자 그 활을 휘어 꺾어버리고 싸우다 병마절도사 강효문(康孝文), 병마우후 정육을(鄭六乙) 등과 함께 전사하였다.

### 사후
묘소는 경기도 양주군 내동면 고산리(현, 의정부시 고산동) 사봉 술좌에 가묘가 조성되었다. 후일 근처에 아버지 신숙주와 일가의 묘역이 조성되었다. 바로 정려를 명받았다.
1471년(성종 2년) 윤 9월 적개공신(敵愾功臣) 3등에 추록되었다가 사헌부 장령(司憲府掌令) 홍귀달(洪貴達)·사간원 헌납(司諫院獻納) 최한정(崔漢禎)의 반대로 추탈되었다. 증 숭록대부 의정부좌찬성 겸 이조 판서(崇祿大夫議政府左贊成兼吏曹判書) 행 가선대부 함길도 관찰사 겸 함흥부윤(行嘉善大夫咸吉道觀察使兼咸興府尹)에 추증되었다가 중종 때 둘째 아들 신용개의 출세로 다시 증 대광보국숭록대부 의정부영의정에 추증되었다.
그의 처 영광정씨는 김포 운양리에 매장되었다가, 후일 그의 허묘와 함께 2004년 경기도 화성시 향남읍 구문천리 산104의 1로 이장되었다. 화성 구문천리에는 그의 후손 일부가 정착하여 묘역이 조성되고, 2008년에는 둘째 아들 신용개의 묘와 신도비 등이 그의 묘소 아래로 이장되었다.

## 가족 관계
- 증조부 : 신포시(申包翅)
  - 조부 : 신장(申檣)
  - 조모 : 나주 정씨
    - 숙부 : 신말주(申末舟)
    - 숙부 : 신송주(申松舟)
    - 아버지 : 신숙주(申淑舟)
    - 어머니 : 무송군부인 무송 윤씨, 윤경연의 딸
      - 형님 : 신주(申澍)
      - 형수 : 한명회(韓明澮)의 딸
      - 동생 : 신찬(申澯)
      - 동생 : 신정(申瀞)
      - 동생 : 신준(申浚)
      - 동생 : 신부(申溥)
      - 동생 : 신형(申泂)
      - 동생 : 신필(申泌)
      - 매제 : 신명수(申命壽)

- 부인 : 영광 정씨(武靈丁氏) - 우군사용(右軍司勇) 정호(丁湖)의 딸
  - 장남 : 신용개(申用漑)
  - 며느리 : 박건(朴楗)의 딸
    - 손자 : 신한(申瀚)
      - 증손자 : 신여주(申汝柱)
      - 증손녀 : 이순효(李純孝)의 처

    - 손녀 : 박은(朴誾)의 처
      - 외증손자 : 박공량(朴公亮)

    - 장인 : 정호(丁湖)
- 외증조부 : 윤회(尹淮)
  - 외조부 : 윤경연(尹景淵)
    - 사돈 : 한명회(韓明澮)

## 관련 작품

### 드라마
- 《왕과비》 (KBS, 1998년~2000년 배우:이원희)
- 《공주의 남자》 (KBS, 2011년~2011년 배우:송종호)
- 《인수대비》 (JTBC, 2011년~2012년 배우:박용연)

## 같이 보기
| - 이시애의 난 - 이징옥의 난 - 원종공신 - 적개공신 - 신숙주 - 한명회 - 숙원 신씨 - 이행 - 정인지 - 정육을 - 정현조 - 이기 - 정창손 - 김질 | - 신정 - 신용개 - 봉석주 - 윤회 - 윤경연 - 의숙공주 - 이시애 - 이징옥 - 유자광 - 세조 - 세령공주 - 정효항 - 정여창 - 이징 | - 한명회 - 한확 - 소혜왕후 - 공예왕후 - 권람 - 홍달손 - 홍윤성 - 곽연성 - 봉석주 - 양정 - 정숭조 |